# William Robert Grove
William Robert Grove, född 11 juli 1811, död 1 augusti 1896, var en brittisk jurist och fysiker.

## Biografi
Grove var barrister i London och 1871–1887 domare vid High Court of Justice. Han var varmt intresserad för fysik, och begagnade varje tillfälle för fysikaliska studier. Åren 1840–1846 var han professor i fysik vid Royal Institute. Hans vetenskapliga arbeten förde studiet av de galvaniska elementen och elektrolysfenomentet. Han konstruerade 1839 ett konstant element, som numera bär hans namn, samt ett gaselement. Grove sökte i skriften Correlation of physical forces (1846) behandla naturkrafterna från enhetliga synpunkter. Han tilldelades Royal Medal 1847.